# Figanières
Figanières – miejscowość i gmina we Francji, w regionie Prowansja-Alpy-Lazurowe Wybrzeże, w departamencie Var.
Według danych na rok 1990 gminę zamieszkiwały 1634 osoby, a gęstość zaludnienia wynosiła 58 osób/km² (wśród 963 gmin regionu Prowansja-Alpy-W. Lazurowe Figanières plasuje się na 298. miejscu pod względem liczby ludności, natomiast pod względem powierzchni na miejscu 358.).